# Diecéze Grosseto
Diecéze Grosseto (latinsky Dioecesis Grossetana) je římskokatolická diecéze v italské oblasti Toskánsko, která tvoří součást Církevní oblasti Toskánsko. Je sufragánní vůči arcidiecézi Siena-Colle di Val d'Elsa-Montalcino.

## Stručná historie
Diecéze v Grossetu je dědičkou staré diecéze Roselle, která je doložena již v 5. století, ale jejíž sídlo bylo v roce 1138 přeneseno do Grosseta. Od roku 2021 je sjednocena in persona episcopi s diecézí Pitigliano-Sovana-Orbetello.